# Financiamento climático em Trinidad e Tobago
O financiamento climático em Trinidad e Tobago inclui uma mistura de financiamento de origem nacional e internacional para mitigação, resiliência e adaptação às mudanças climáticas.

## Contribuições nacionalmente determinadas
Trinidad e Tobago é parte da Convenção-Quadro das Nações Unidas sobre Mudanças Climáticas (CQNUMC) e assinou e ratificou o Acordo de Paris. A contribuição nacionalmente determinada do país é evitar 103 milhões de toneladas de CO2e de emissões a um custo projetado de US$ 2 bilhões.

## Grande apoio financeiro
Entre 2010 e 2020, o financiamento climático principal do Governo de Trinidad e Tobago veio do orçamento nacional, do Programa Ambiental da União Europeia, do Fundo Mundial para o Ambiente, do Programa das Nações Unidas para o Ambiente e do Fundo Verde para o Clima. :176–181 O maior investimento individual foi de TT$ 500 milhões (aproximadamente US$ 72 milhões em valores de junho de 2024) :180–181no gás natural comprimido (GNC) como substituto da gasolina e do diesel como combustível para transporte. :58

## Necessidades de financiamento do governo
De acordo com o primeiro Relatório de Atualização Bienal (BUR) submetido à CQNUMC em 2021, as necessidades de financiamento mais importantes incluíam US$ 2 milhões para construir um atlas eólico para o país (a fim de avaliar o potencial de energia eólica do país), US$ 930 mil para sustentar a coleta de dados sobre emissões de gases de efeito estufa, US$ 500 mil para identificar locais para captura e armazenamento de carbono e US$ 450 mil para estabelecer uma unidade de monitoramento, relatórios e verificação e uma estrutura de transparência aprimorada dentro do governo. :175

## Papel não governamental
O financiamento de doadores internacionais geralmente flui através do governo de Trinidad e Tobago, dificultando o acesso de organizações de base. O ambientalista Omar Mohammed, da Cropper Foundation, descreveu o processo de acesso ao financiamento através do governo como "extremamente complexo", enquanto Akilah Jaramogi, do Projeto de Reflorestação Comunitária Fondes Amandes, sublinhou a importância de fornecer subsídios, e não empréstimos, a grupos da sociedade civil, que não têm capacidade para pagar pelos empréstimos.
O ANSA Merchant Bank, a Cropper Foundation e a Capitals Coalition, sediada nos Países Baixos, formaram o Caribbean Natural Capital Hub (Hub de Capital Natural do Caribe, em tradução livre) em 2022 para fornecer empréstimos e subsídios a pequenas e médias empresas no Caribe, bem como para apoiar a sustentabilidade ambiental e a mitigação das alterações climáticas.

## Respostas
O economista de Trinidad e Tobago, Jwala Rambarran, destacou a desigualdade envolvida no financiamento da adaptação e mitigação das mudanças climáticas por meio de "empréstimos de alto custo de países ricos", o que contribui ainda mais para o peso da dívida das nações caribenhas. Apesar da promessa de contribuir com US$ 100 bilhões por ano, Rambarran afirmou que “os países ricos e industrializados não cumpriram a sua promessa climática”.
Trinidad e Tobago responde por 0,09% das emissões globais, e o restante da região contribui muito menos. Isto, segundo Rambarran, resultou numa situação em que “os países do Caribe são desproporcional e tragicamente afetados pela crise climática que não criaram”.